# Candy Girl - Memorie di una ragazzaccia perbene
Candy Girl - Memorie di una ragazzaccia perbene è un libro autobiografico scritto da Diablo Cody, pubblicato nel 2006, che racconta della sua breve esperienza di spogliarellista all'età di 24 anni.

## Trama
Nel gennaio del 2003 la ventiquattrenne Diablo si trasferisce dalla natia Chicago a Minneapolis per andare a vivere con Jonny, conosciuto in Rete grazie alla comune passione musicale. Si lascia alle spalle solo un lavoro malretribuito in uno studio legale specializzato in fallimenti.
La sua vita è come una lavagna cancellata, può ricominciare da zero, reinventarsi come una persona nuova.
Per quanto la sua nuova vita sia soddisfacente (rapporto sentimentale perfetto con Jonny, amorevole padre separato di una bimba di tre anni, lavoro poco impegnativo come dattilografa in un'agenzia pubblicitaria), si sente in una specie di "crisi del quarto di secolo", inquieta come un'adolescente, con la sensazione che la vita le stia offrendo un'ultima possibilità di rompere le regole senza affrontarne le conseguenze, prima che la voglia di trasgressione scompaia del tutto.
È per questo che viene irresistibilmente attratta dall'annuncio di una "Serata della dilettante" al topless bar Skyway Lounge, a cui decide di partecipare benché la cosa puzzi di depressione di provincia, lei non abbia propriamente l'aspetto giusto (è magra, dalla carnagione pallida, coi capelli scuri tagliati a scodella), e quell'attività sia considerata degradante e venga disapprovata dalla maggior parte delle donne. Ottiene invece la completa approvazione da Jonny, straordinariamente comprensivo.
Alla presunta "Serata della dilettante" scopre di essere la più vecchia tra le ragazze presenti, che sono in realtà quasi tutte spogliarelliste professioniste in cerca di qualche soldo facile. Si esibisce con il "nome d'arte" Bonbon, sulle note di Rag Doll degli Aerosmith: è sicura della propria sensualità, ma anche della propria congenita mancanza di coordinazione e, in effetti, per quanto voglia appare sicura di sé e misteriosa, nella sua esibizione appare invece inguaribilmente goffa.
Benché, ripensandoci a freddo, sia stata un'esperienza piuttosto sgradevole, che le ha tolto qualsiasi illusione del mondo dello strip-tease, Diablo desidera sentirsi ancora così vulnerabile e spaventata, nel ballare e spogliarsi su un palco davanti ad un pubblico di sconosciuti.
Con il pieno sostegno di Jonny, per il quale è solo un lavoro come un altro, si fa assumere senza difficoltà presso lo Schieks, il topless-cabaret più prestigioso della città, dove si presenta con un nuovo nome d'arte, Roxanne, e con un look sexy che, sfortunatamente, è identico alla divisa delle cameriere del locale. È qui che fa la prima, sgraziata lap dance della sua vita.
Lavora al club due sere alla settimana, scoprendo gli aspetti negativi della professione: il sistema delle percentuali, a causa del quale si può finire addirittura in debito nei confronti del locale, invece che guadagnare, nel caso non si raggiunga un minimo di lap-dance; l'impossibilità di stringere rapporti personali con le "colleghe", a causa del ritmo di lavoro e del rapido turn-over delle ragazze.
Ogni tanto, guardandosi allo specchio, non si riconosce nemmeno più e sente di aver raggiunto una straordinaria padronanza del corpo, mai posseduta prima. Ma il suo aspetto è troppo anticonvenzionale e i suoi modi non abbastanza invitanti per avere successo allo Schieks, quindi decide di provare a lavorare in un altro locale.
Il Deja Vu è lo strip-club più grande della città, un appariscente edificio rosa di tre piani, dove gli strip sono più espliciti, vengono eseguite anche bed dance ed esiste un Erotic Loft per prestazioni particolari. Vi lavora con il nuovo nome d'arte di Cherish, arrivando al di là dei limiti che si era posta fino a quel momento nei contatti con i clienti.
Con sua sorpresa, nel lavoro ufficiale, diurno, ottiene una sgradita promozione: il posto le piaceva proprio per l'assoluta mancanza di responsabilità. È quindi costretta ad abbandonare temporaneamente lo spoglierello, per dedicarsi con il massimo impegno al lavoro "vero", che però non fa altro che procurarle preoccupazioni non desiderate.
Si rende conto che la propria insoddisfazione nasce dall'aver fallito come spogliarellista, dall'essere salita sul palco carica di anni di goffaggine e autodenigrazione e non aver saputo trasmettere le sensazioni giuste. Decide quindi di lasciare il lavoro all'agenzia pubblicitaria e fare un nuovo tentativo con lo strip-tease.
Prova a lavorare in un locale chiamato Dreamgirls, club dotato di peep show (la "Dépendance"), praticamente una copia del Deja Vu (stesso proprietario). Ma non va oltre la prima serata, per il senso di desolante rovina. Cambia del tutto genere provando con il peep show del sex shop 24 ore su 24 Sex World, dove le donne sono esposte al pubblico in una vetrina: è attratta dall'idea di lavorare nella cosiddetta "casa delle bambole", di concedersi un po' di riposo in un acquario, prima di tornare alla frenesia dello strip-tease. Il lavoro consiste in spettacoli di masturbazione in cabine private, in cui l'aspetto voyeuristico è duplice, perché il cliente vede lei, ma anche lei vede il cliente. Il Sex World si rivela un vero baraccone circense, i clienti offrono un'accozzaglia di bizzarrie, stranezze, feticismi vari. Per quanto si senta al sicuro nella sua accogliente culla trasparente, preferisce andarsene quando comincia a temere per la propria sanità mentale. 
In periodo natalizio si reca come cliente, insieme a Jonny, allo strip-bar Choice, dove riceve una lap dance che è una vera rivelazione: le spogliarelliste devono saper offrire un fascino, una generosità erotica e un'intensità che finora lei non è stata capace di dare. Ricomincia a lavorare proprio in questo locale, che le ha ridato l'ispirazione. Rinunciando ai ridicoli nomi d'arte e ai look artificiosi, impersonando solo se stessa, riesce a trovare l'atteggiamento giusto, a proiettare l'illusione capace di catturare il cliente, ed ottiene un successo sufficiente ad attirare l'ostilità delle colleghe, che finora non l'avevano neanche considerata un'avversaria.
Ma si avvicina presto al punto di rottura verso quel tipo di vita e lo raggiunge una sera quando, in un momento di epifania, vede in totale lucidità tutto l'avvilimento dell'ambiente e delle persone attorno a sé e non può più sopportarlo.
Disoccupata, prova a riciclare la propria esperienza come operatrice telefonica erotica ma, anche se dimostra di sapersela cavare molto bene, se ne stanca presto e finisce per cercarsi un lavoro "normale" e farsi assumere in una compagnia assicurativa. 
Quell'eccentrico "anno sabbatico" si è concluso. 
Cresciuta in un ricco sobborgo, con un'infanzia ideale e una vita domestica idilliaca, laureata ed entrata subito nel mondo lavorativo dei colletti bianchi, Diablo non ha affatto quel passato di abusi sessuali che è spesso utilizzato come giustificazione per il lavoro nell'industria del sesso: per lei lo spogliarello non è stato un approdo obbligato di una vita disastrata, ma al contrario una via di fuga, almeno temporanea, dalla normalità e dalle responsabilità della vita adulta. 

## Colonna sonora
L'autrice, appassionata di musica, nel corso della narrazione cita molte canzoni e stila due particolari top ten:
- Le dieci canzoni migliori per spogliarsi

1. Remix to Ignition di R. Kelly, «la più grande stripping song di tutti i tempi»,[1] ma in genere è adatto qualsiasi pezzo R&B,
2. Purple Rain di Prince,
3. Honky Tonk Woman dei Rolling Stones,
4. Pour Some Sugar on Me dei Def Leppard,
5. Amber dei 311,
6. Miserable dei Lit,
7. Back Door Man di Willie Dixon, nella versione dei Doors,
8. Back in Black degli AC/DC,
9. I Touch Myself dei Divinyls,
10. Hash Pipe dei Weezer.

- Le dieci canzoni che non si dovrebbero mai usare per uno strip

1. La canzone dei Midnight Oil sugli aborigeni,
2. Friday I'm in Love dei Cure,
3. Hey Ya! degli OutKast,
4. Ice Ice Baby di Vanilla Ice,
5. Girls dei Beastie Boys,
6. tutta la discografia di Britney Spears,
7. tutte le canzoni di Eminem «che parlano di matricidio, Mandrax e paternità.»[2]
8. Elenore dei Turtles,
9. Hotel California degli Eagles,
10. The More You Ignore Me, The Closer I Get di Morrissey.

Altre canzoni citate:
- Rag Doll e Pink degli Aerosmith,
- Barbie Girl degli Aqua,
- Eleanor Rigby dei Beatles,
- Hysteria e Armageddon It dei Def Leppard,
- Tangled Up in Blue di Bob Dylan,
- Debaser dei Pixies,
- Scar Tissue dei Red Hot Chili Peppers,
- Hullabaloo, Their Satanic Majesties Request e Beast of Burden dei Rolling Stones.
- We Want Some Pussy dei 2 Live Crew.

## Edizioni
- Diablo Cody, Candy Girl - Memorie di una ragazzaccia perbene, traduzione di Vincenzo Latronico e Giulio Lupieri, Sperling & Kupfer, 2008,  p. 217, ISBN 978-88-200-4583-8.